# Dollars trắng
Dollars trắng là một bộ phim truyền hình được thực hiện bởi Hãng phim Truyền hình Thành phố Hồ Chí Minh, Đài Truyền hình Thành phố Hồ Chí Minh cùng Vafafilm do Trần Cảnh Đôn làm đạo diễn. Phim được chuyển thể từ tiểu thuyết Kế hoạch J96 của nhà văn Trần Tử Văn. Phim phát sóng vào năm 2006 trên kênh HTV9.

## Nội dung
Dollars trắng xoay quanh những vấn đề thời sự nóng bỏng như giết người cướp của, tiêu thụ tiền giả, buôn bán ma túy và thuốc lắc.

## Diễn viên
- Lý Hùng trong vai Nguyễn Trực[5]
- Ngọc Thúy trong vai Mỹ Thanh[6]
- Nguyên Vũ trong vai Huỳnh Đăng Khoa[7]
- Helen Thanh Đào  trong vai Khánh Băng[8]
- Thúy An trong vai Maia
- Trung Dũng trong vai Lê Nguyên Anh
- Văn Long trong vai Phùng Tuấn
- Võ Thành Tâm trong vai Thanh Hà
- NSƯT Lê Cung Bắc trong vai Ông chủ quán Mây Tím
- NSƯT Hà Xuyên trong vai Mẹ Maia
- Hoài Anh

Cùng một số diễn viên khác....

## Nhạc phim
- Gọi bình yên quay về

Sáng tác: Yên Lam
Thể hiện: Nguyên Vũ
- Chỉ còn chúng ta

Sáng tác: Yên Lam
Thể hiện: Trần Hồng Kiệt 
- Tìm nhau

Sáng tác: Yên Lam
Thể hiện: Tóc Tiên
- Nơi ấy có ai yêu em như tôi

Sáng tác: Vũ Quốc Bình 
Thể hiện: Dương Bửu Trung

## Giải thưởng
| Năm  | Giải thưởng | Hạng mục                             | (Người) đề cử   | Kết quả   | Tham khảo    |
| ---- | ----------- | ------------------------------------ | --------------- | --------- | ------------ |
| 2007 | HTV Awards  | Nữ diễn viên phụ được yêu thích nhất | Helen Thanh Đào | Đoạt giải | [ 9 ] [ 10 ] |